# Dodge City (pel·lícula)
Dodge City és un western dirigit l'any 1939 per Michael Curtiz i protagonitzat per Errol Flynn i Olivia de Havilland, amb guió de Robert Buckner. La pel·lícula va ser filmada en Technicolor.
Ha estat doblada al català.

## Argument
Wade Hatton intenta imposar justícia a Dodge City, una pròspera ciutat a la qual arriba el ferrocarril, però dominada per un cacic i la seva banda de pistolers. En la seva tenacitat l'ajuda Abbie, la filla de l'editor del diari local.

## Repartiment
- Errol Flynn: Wade Hatton
- Olivia de Havilland: Abbie Irving
- Ann Sheridan: Ruby Gilman
- Bruce Cabot: Jeff Surrett
- Frank McHugh: Joe Clemens
- Alan Hale: Rusty Hart
- John Litel: Matt Cole
- Henry Travers: Dr. Irving
- Henry O'Neill: Coronel Dodge
- Victor Jory: Yancey
- William Lundigan: Lee Irving
- Guinn 'Big Boy' Williams: Tex Baird
- Bobs Watson: Harry Cole
- Gloria Holden: Mrs. Cole
- Douglas Fowley: peixater
- Monte Blue: John Barlow